# Zdzisław Maklakiewicz

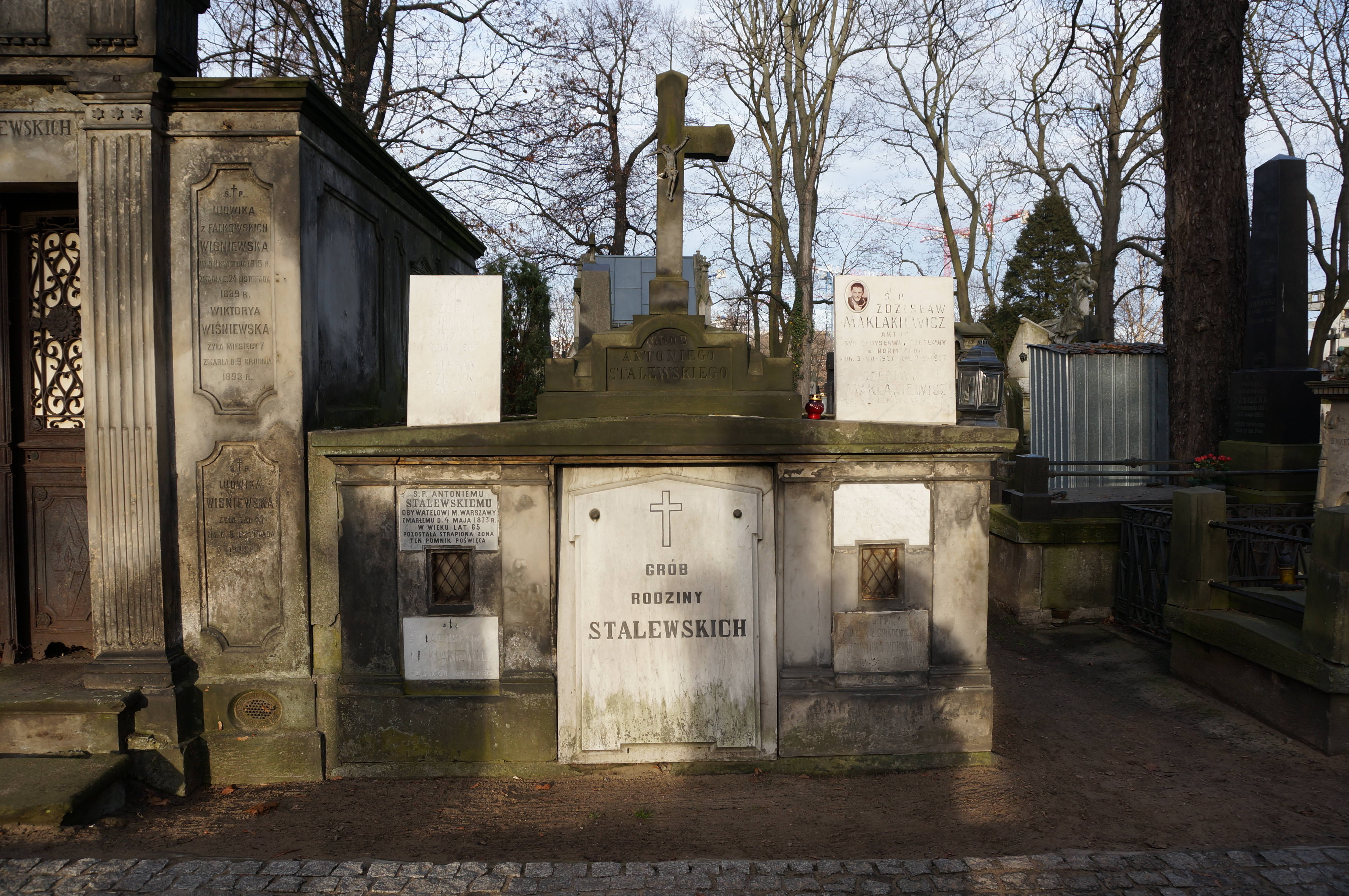
Mormântul lui Zdzisław Maklakiewicz în cimitirul Powązki din Varșovia

Zdzisław Maklakiewicz (n. 9 iulie 1927, Varșovia, Polonia – d. 9 octombrie 1977, Varșovia, Polonia) a fost un actor polonez de teatru și de film. Fiul economistului Władysław Maklakiewicz și al Czesławei născută Normark; a fost nepotul compozitorilor Jan, Franciszek și Tadeusz Maklakiewicz. Este cel mai cunoscut pentru filmele  Păpușa (1968), Przeprowadzka (1982) și Jak to sie robi (1974).

## Biografie
În timpul celui de-al Doilea Război Mondial, Maklakiewicz a slujit în Armia Krajowa (Armata Teritorială). A luat parte la Revolta din Varșovia din 1944 (sub pseudonimul „Hanzen”), unde a luptat în centrul orașului ca artilerist în batalionul „Kiliński” din compania motorizată „Iskra”. După capitularea Varșoviei, a fost dus într-o tabără germană de prizonieri (Stalag XVIII-C Markt Pongau, nr. de prizonier: 105022), de unde s-a întors în Polonia în septembrie 1945.
În 1947 a început să studieze actoria la Cracovia, apoi la Academia de Teatru Aleksander Zelwerowicz din Varșovia, pe care a absolvit-o în 1950. A încercat să studieze regia, dar nu a finalizat aceste studii. A fost actor la Teatrul Syrena, la Teatrul Polonez din Varșovia și la Teatrul Ludowy. Din 1958 până în 1962, a fost actor la Teatrul din Gdansk. Din 1962 până în 1964, a fost actor la Teatrul de Cameră și la Teatrul Polonez din Wroclaw. Între 1967 - 1969 a fost actor la Teatrul Național Helena Modrzejewska din Cracovia, iar în anii 1970 la Teatrul Național din Varșovia și la Teatr Rozmaitości (Teatrul de Varietăți) din Varșovia.
Maklakiewicz s-a căsătorit cu actrița poloneză Renata Firek, cu care a avut o fiică, Marta.
În multe filme, a jucat alături de Jan Himilsbach⁠(pl)[traduceți] sau împreună cu Andrzej Kondratiuk, cu care era prieten apropiat. A jucat rolul lui Don Roque Busqueros în filmul Manuscrisul găsit la Saragosa din 1965 care a fost regizat de Wojciech Has.
Maklakiewicz a suferit din cauza abuzului de alcool. În octombrie 1977, în timp ce era în stare de ebrietate, a fost bătut în vecinătatea Hotelului Europejski din Varșovia de membrii Miliției Cetățenești (Milicja Obywatelska). A murit la câteva zile după bătaie.
La 2 august 2009, fostul președinte polonez Lech Kaczyński i-a acordat postum lui Maklakiewicz Crucea de Ofițer a Ordinului Polonia Restituta pentru contribuțiile remarcabile la independența Republicii Poloneze și pentru realizările sale în activitățile pentru dezvoltarea culturii poloneze.

## Filmografie
Ca actor
- 1978: Co mi zrobisz, jak mnie złapiesz - tatăl familiei
- 1977: Polskie drogi - prof. Karol Maria Fabiankiewicz, profesor de dans (ep. 7)
- 1977: Milioner - manager de măcelărie
- 1977: Królowa pszczół - ing. Kopacki
- 1977: Lalka - Konstanty, majordomul baronului Krzeszowski (episodul 3, 8)
- 1977: Wesołych świąt - concurent Ruiny
- 1977: Rekolekcje - Zdzisiek
- 1976: Szaleństwo Majki Skowron
- 1976: Zofia - chelner
- 1976: Brunet wieczorową porą - curator de muzeu
- 1976: Kradzież - Zdzisio
- 1976: Złota kaczka
- 1976: Za rok, za dzień, za chwilę... - artist
- 1976: Karino - Małecki
- 1975: Hotel „Pacific” - chelnerul Grela
- 1975: Hazardziści - fratele lui Jaskólski
- 1975: Grzech Antoniego Grudy - Michał Samostrzelny
- 1975: Trzecia granica - om la consulat
- 1974: Nie ma mocnych - kombajnista
- 1974: Gąszcz - om beat în restaurantul Biedronki
- 1974: Jabłka
- 1974: Karino - Małecki
- 1974: Jak to się robi - regizorul Kozłowski
- 1974: Jej portret - mąż
- 1974: Głowy pełne gwiazd - ksiądz kapelan
- 1973: Wniebowzięci - Arkaszka
- 1973: Przyjęcie na dziesięć osób plus trzy - robotnik Karolak
- 1973: Brzydkie kaczątko
- 1973: Pies
- 1973: Lacul ciudățeniilor
- 1972: Siedem czerwonych róż czyli Benek Kwiaciarz o sobie i o innych - ing. Zdzisław Bartkowiak
- 1972: Na krawędzi - operator detector de minciuni
- 1972: Opętanie - mechanik Balcerzan
- 1972: Percheziția - șeful Biroului Vamal
- 1972: Trzeba zabić tę miłość - dyrektor
- 1972: Chłopi - pisarz w Tymowie
- 1971: Nos
- 1971: Niebieskie jak Morze Czarne - dyrektor Fisz
- 1971: Motodrama - jurnalist
- 1971: Jak daleko stąd, jak blisko - Włodek
- 1971: Seksolatki - pan Józef
- 1971: Gwiazda wytrwałości
- 1971: Obcy w lesie
- 1971: Trąd - Tuś
- 1971: Aktorka - Mikołaj Jazykow
- 1971: Złote Koło - Semko
- 1971: Hydrozagadka - doktor Plama
- 1970: Dzięcioł - Zdzicho
- 1970: Wakacje z duchami - Graf, președintele Societății Prietenii Castelului, membru al unei bande
- 1970: Prawdzie w oczy - członek brygady Klisia
- 1970: Dziura w ziemi - strażak
- 1970: Przystań - sternik Masztalerz
- 1970: Rejs - inżynier Mamoń
- 1970: Kolumbowie - powstaniec
- 1970: Cum am declanșat Al Doilea Război Mondial - militar italian
- 1969: Czerwone i złote - sergentul Knaps, pentru rolul căruia a primit „Złote Grono”
- 1969: Urząd
- 1969: Jarzębina czerwona - sergent Kojtycz
- 1969: Co jest w człowieku w środku
- 1969: Nasze miasto – teatru tv - Sam
- 1968: Dancing w kwaterze Hitlera - ghid
- 1968: Przygoda z piosenką - Drybek
- 1968: Ostatni po Bogu - doctor Bryl
- 1968: Păpușa - Maruszewicz
- 1968: Klub profesora Tutki (Seria TV, episodul 11) - consilier juridic în minister, cunoștință a profesorului Tutka
- 1967: Katarynka
- 1967: Zabijaka
- 1967: Wycieczka w nieznane - Niejaki P.
- 1967: Marsjanie
- 1967: Słońce wschodzi raz na dzień - Moskała
- 1967: Zamrożone błyskawice (Gefrorenen Blitze, Die) - drwal
- 1967: Ojciec
- 1967: Komedia z pomyłek - Hans Kesche
- 1967: Długa noc
- 1967: Kwestia sumienia
- 1967: Cyrograf dojrzałości - fryzjer Franek
- 1967: Cu toată viteza înainte - Leon/pasagerul nesuferit de pe navă
- 1966: Przedświąteczny wieczór - kombatant
- 1966: Klub profesora Tutki (Seria TV, episodul 2) - misionar
- 1966: Bokser - dziennikarz
- 1966: Bariera - przyjaciółka
- 1966: Ktokolwiek wie... - mąż Wikty
- 1966: Marysia și Napoleon - prințul Józef Poniatowski
- 1966: Bumerang - pan z goździkiem
- 1966: Chciałbym się ogolić - fryzjer
- 1965: Katastrofa - Kotarski
- 1965: Śmierć w środkowym pokoju (TV) - Wójcik
- 1965: Salto - rotmistrz
- 1965: Święta wojna - Kożuszek
- 1965: Trzy kroki po ziemi - lekarz powiatowy
- 1964: Rękopis znaleziony w Saragossie - don Roque Busqueros
- 1964: Giuseppe la Varșovia - falsul gardian
- 1964: Barwy walki - dowódca oddziału AK
- 1964: Rachunek sumienia - Wójcik
- 1964:  Legea și forța (Prawo i piesc), regia Jerzy Hoffman și Edward Skórzewski - Czesiek
- 1964: Pierwszy dzień wolności - podporucznik
- 1964: Nu vor fi divorțuri - directorul „Estradei”
- 1963: Pamiętnik pani Hanki - Władek Brzeski
- 1963: Skąpani w ogniu - Sprężyna
- 1963: Dwa żebra Adama - prokurator
- 1962: Jak być kochaną - dziennikarz
- 1961: Samson
- 1961: Złoto - Smutny
- 1959: Wspólny pokój - student prawa Bednarczyk